# جيم باروز
جيم باروز (بالإنجليزية: Jim Barrows)‏ هو متزحلق جبال الألب أمريكي، ولد في 25 أبريل 1944 في لوس أنجلوس في الولايات المتحدة.

## وصلات خارجية
- جيم باروز على موقع الاتحاد الدولي للتزلج (التزلج على المنحدرات الثلجية) (الإنجليزية)
- جيم باروز على موقع أوليمبيديا (الإنجليزية)